# توماس ن. ستيلويل
توماس ن. ستيلويل هو دبلوماسي ومحامي وسياسي أمريكي، ولد في 29 أغسطس 1830 في مقاطعة بتلر في الولايات المتحدة، وتوفي في 14 يناير 1874 في أندرسون في الولايات المتحدة. نشط حزبياً في الحزب الجمهوري. وقد انتخب عضو مجلس نواب إنديانا ‏ وانتخب عضو مجلس النواب الأمريكي.